# Diecezja Derry
Diecezja Derry – diecezja Kościoła katolickiego w Irlandii Północnej i Irlandii (półwysep Inishowen w hrabstwie Donegal), istnieje od 1158.

## Biskupi ordynariusze
- Muiredhach Ó Cofaigh (Maurice O'Coffy), O.S.A. † (1152 - 1173)
- Amhlaí Ó Cofaigh (Amlaff O'Coffy) † (około 1173 - 1185)
- Fógartach Ó Cearbhalláin I (Florence O'Cervallen I) † (1185 - 1230)
- Gervase (o Germanus) O'Cervallen † (1230- 1279)
- Florence O'Cervallen II † (1279 - 1293)
- Henry O'Reghly, O.Cist. † (1295 - 1297)
- Geoffrey MacLoughlin † (1297 - 1315)
- Hugh O'Neill † (1316 - 1319)
- Micheal (o Maurice) MacLoughlin, O.F.M. † (1319 - 1349)
- Simon, O.P. † (1349 - 1380)
- John ? † (? - około 1391)
- John Dongan, O.S.B. † (1391 - 1394)
- John O'Machan † (1394 - ?)
- Hugh † (1398 - ?)
- John, O.Cist. † (1401 - ?)
- Donald Machuil † (1415 - ? )
- Donald O'Meirach † (1419 - 1429)
- Eugene O'Dhombuail † (1429 - ? )
- John Ogugun † (1433 - 1456)
  - John Bole † (1457 - 1457) (elekt)
- Bartholomew O'Flanagan, O.Cist. † (1457 - 1463)
- John † (1464 - 1466)
- Nicholas Weston † (1466 - 1484)
- Donald O'Fallon, O.F.M.Obs. † (1485 - 1501)
- James MacMahon † (1503 - 1517)
- Rory O'Donnell † (1520 - 1551)
- Eugene O'Doherty † (1554 - 1569)
- Raymond O'Gallagher † (1569 - 1601)
  - Sede vacante (1601-1694)
- Lawrence Fergus Lea † (1694 -  1697)
  - Sede vacante (1697-1720)
- Terence O'Donnelly † (1720 - ?)
- Nelian Conway † (1727 - 1738)
- Michael O'Reilly † (1739 - 1749)
- John Brallaghan † (1749 - 1750)
- Patrick Bradley, O.P. † (1751 - 1751)
- John MacColgan † (1752 - 1765)
- Philip MacDavitt † (1766 - 1797)
- Charles O'Donnell † (1797 - 1823)
- Peter McLaughlin † (1824 - 1840)
- John McLaughlin † (1840 - 1864)
- Francis Kelly † (1864 - 1889)
- John Keys O'Doherty † (1889 - 1907)
- Charles McHugh † (1907 - 1926)
- Bernard O'Kane † (1926 - 1939)
- Neil Farren † (1939 - 1973)
- Edward Kevin Daly † (1974 - 1993)
- Séamus Hegarty (1994 - 2011)
- Donal McKeown od 2014